# Tell Zsófia
Tell Zsófia (Tapolca, 1992. április 8. –) válogatott magyar labdarúgó, hátvéd. Az MTK Hungária FC labdarúgója.

## Pályafutása

### Klubcsapatban
A Tapolcai Honvéd csapatában kezdte a labdarúgást. 2005–06-ban az Ajka-Padragkút együttesében folytatta junior pályafutását. 2006-ban egy rövid időre visszatért Tapolcára, majd a Győri ETO csapatához igazolt. Itt mutatkozott be az élvonalban. 2006 és 2009 között 55 bajnoki mérkőzésen szerepelt és egy gólt szerzett a győri együttesben. 2009-ben az MTK-hoz igazolt.

### A válogatottban
2009 óta tíz alkalommal szerepelt a válogatottban. 2009–10-ben négyszer volt válogatott, majd 2013. áprilisától, három év kihagyás után szerepelt újra a nemzeti tizenegyben.

## Sikerei, díjai
- Magyar bajnokság
  - bajnok: 2009–10, 2010–11, 2011–12, 2012–13
- Magyar kupa
  - győztes: 2010, 2013
  - döntős: 2011

## Statisztika

### Mérkőzései a válogatottban
| Magyarország | Magyarország         | Magyarország                       | Magyarország | Magyarország | Magyarország | Magyarország | Magyarország | Magyarország |
| #            | Dátum                | Helyszín                           | Hazai        | Eredmény     | Vendég       | Kiírás       | Gólok        | Esemény      |
| ------------ | -------------------- | ---------------------------------- | ------------ | ------------ | ------------ | ------------ | ------------ | ------------ |
| 1.           | 2009. június 3.      | Ptuj                               | Szlovénia    | 2 – 5        | Magyarország | barátságos   | -            | 68'          |
| 2.           | 2009. szeptember 2.  | Hajdújárás                         | Szerbia      | 1 – 8        | Magyarország | barátságos   | -            | 46'          |
| 3.           | 2009. szeptember 5.  | Sopron                             | Magyarország | 3 – 5        | Ausztria     | barátságos   | -            | 46'          |
| 4.           | 2010. március 9.     | Telki                              | Magyarország | 1 – 1        | Szlovákia    | barátságos   | -            | 46'          |
| 5.           | 2013. április 17.    | Belatinc                           | Szlovénia    | 1 – 4        | Magyarország | barátságos   | -            | a szünetben  |
| 6.           | 2013. augusztus 20.  | Balatonfüred                       | Magyarország | 2 – 3        | Szlovákia    | Balaton-kupa | -            |              |
| 7.           | 2013. augusztus 22.  | Balatonfüred                       | Magyarország | 1 – 3        | Csehország   | Balaton-kupa | -            | 20'          |
| 8.           | 2013. szeptember 5.  | Gyula                              | Magyarország | 5 – 1        | Románia      | barátságos   | -            | a szünetben  |
| 9.           | 2013. szeptember 25. | Budapest, Hidegkuti Nándor Stadion | Magyarország | 0 – 4        | Dánia        | barátságos   | -            | a szünetben  |
| 10.          | 2014. november 26.   | Telki                              | Magyarország | 8 – 0        | Macedónia    | barátságos   | -            | 46'          |
|              | Összesen             |                                    |              | 10           | mérkőzés     |              | 0            | gól          |